# Joshua Seelenbinder
Joshua Jaco Seelenbinder (* 1990 in Achim) ist ein deutscher Schauspieler.

## Leben
Joshua Seelenbinder wuchs in Ostfriesland auf. Seine erste Bühnenerfahrungen machte er am Monsun-Theater in Hamburg. Seine Schauspielausbildung absolvierte er von 2013 bis 2017 an der Hochschule für Schauspielkunst Ernst Busch in Berlin.
Während seiner Ausbildung gastierte er bereits am Berliner Ensemble und am BAT-Studiotheater Berlin, wo er mit Robert Wilson und Marcel Kohler zusammenarbeitete. 2016 wurde er für seine darstellerische Leistung in der Hauptrolle der Produktion Die Gerechten/Das fahle Pferd am BAT-Studiotheater Berlin mit dem O.-E.-Hasse-Preis ausgezeichnet. Im Januar 2017 trat er als Leander in der Produktion Der gestohlene Gott (nach Hans Henny Jahnn) auf Kampnagel in Hamburg auf.
Ab der Spielzeit 2017/18 war er bis zum Ende der Spielzeit 2019/20 festes Ensemblemitglied am Staatstheater Braunschweig. Dort spielte er u. a. Pip in Moby-Dick (Spielzeit 2017/18), Jim Knopf in Jim Knopf und Lukas der Lokomotivführer (Spielzeit 2017/18), Sebastian in Was ihr wollt (2018), den Mitflüchtling Paul Strobel in einer Bühnenfassung des Romans Transit von Anna Seghers (2018) und den Walter in der Schauspiel- und Tanztheater-Produktion Als wir träumten (2018). In der Spielzeit 2019/20 übernahm er am Staatstheater Braunschweig in einer Neuinszenierung des Tschechow-Dramas Der Kirschgarten die Rolle des jungen Dieners Jascha, den er als „vollendeten Adiletten-und-Adidas-Trainingshosenträger“ darstellte. Im März 2020 übernahm er den Oberon in einer Neuinszenierung des Shakespeare-Klassikers Ein Sommernachtstraum.
2022 gastierte er bei den Nibelungenfestspielen Worms als Giselher im Schauspiel „hildensaga. ein königinnendrama“ des Nestroy-Preisträgers Ferdinand Schmalz. 2024 trat er am Neuen Theater Halle als Astolphe in dem Theaterstück Gabriel (nach dem Roman von George Sand) auf.
Seelenbinder stand auch für einige Film- und Fernsehprojekte vor der Kamera. In der Fernsehserie In aller Freundschaft – Die jungen Ärzte (2020) spielte Seelenbinder seine erste TV-Hauptrolle als Spieletester Jonas Kunze, der mit verletztem Trommelfell in die Notaufnahme eingeliefert wird und nach einem Streit mit seiner Freundin „ziemlich durch den Wind“ ist. Es folgten Nebenrollen in der Krimireihe Dengler (2021), in der 3. Staffel der Sky-Serie Das Boot (2022) sowie in der Netflix-Serie 1899.  
Im Tatort: Mord unter Misteln (2022) spielte er einen der Verdächtigen, den „jungen, auf den ersten Blick prüde erscheinenden, aber nicht ganz so frommen“ Geistlichen Reverend Edgar Teal. Seit 2023 gehört er in der komödiantischen ARD-Krimireihe Mord oder Watt? an der Seite von Oliver Mommsen und Antonia Bill in der Rolle des norddeutschen Dorfpolizisten Malte Niebecker zur Hauptbesetzung. In der 4. Staffel der TV-Serie Charité (2024) war er in einer durchgehenden Nebenrolle als Lou Melnik, Assistent der Pflegeleiterin Marlene Hirt (Gina Haller), zu sehen.
Im Rahmen der Initiative #actout, outete sich Seelenbinder zusammen mit gemeinsam mit mehr als 185 lesbischen, schwulen, bisexuellen, queeren, nicht-binären und trans* Schauspielern, um in der Gesellschaft für mehr Akzeptanz zu werben und um in seiner Branche mehr Anerkennung in Film, Fernsehen und auf der Bühne zu fordern.
Joshua Seelenbinder lebt in Berlin.

## Filmografie (Auswahl)
- 2019: Die Heiland – Wir sind Anwalt: Gefahr in Verzug (Fernsehserie, eine Folge)
- 2020: In aller Freundschaft – Die jungen Ärzte: Fehler (Fernsehserie, eine Folge)
- 2021: Dengler: Kreuzberg Blues (Fernsehreihe)
- 2022: Nicht die 80er (Kurzfilm)
- 2022: Das Boot (Fernsehserie)
- 2022: 1899 (Netflix-Serie)
- 2022: Tatort: Mord unter Misteln (Fernsehreihe)
- 2023: Stella. Ein Leben. (Kinofilm)
- 2023: Mord oder Watt? – Ebbe im Herzen (Fernsehreihe)
- 2024: Charité (Fernsehserie, 4 Folgen)
- 2024: Herrhausen – Der Herr des Geldes[16] (Fernsehserie, 4 Folgen)
- 2024: Mord oder Watt? – Für immer Matjes (Fernsehreihe)
- 2025: SOKO Köln: Die kleine Schwester (Fernsehserie, eine Folge)
- 2025: Späti: Grumpy Elster (Fernsehserie, eine Folge)
- 2025: Ein ganz großes Ding (Fernsehfilm)

## Auszeichnungen
- 2016: O.-E.-Hasse-Preis[17]